# Macrocollum
Macrocollum (лат.) — род завроподоморфных динозавров из семейства Unaysauridae, обитавших в позднем триасовом периоде (ранний норийский век) на территории Бразилии. Один из древнейших динозавров.

## Открытие и наименование
Macrocollum был обнаружен в 2012 году в штате Риу-Гранди-ду-Сул, Бразилия, на участке Вачхольц формации Канделария, плато Параны. Об этом объявили на пресс-конференции 21 ноября 2018 года. Родовое название сочетает в себе др.-греч. μακρός (длинный) и лат. collum (шея) в связи с удлинённой шеей животного. Видовой эпитет дан в честь Хосе Херундино Мачадо Итаки — одного из главных авторов CAPPA/UFSM.

## Описание
Как и большинство ранних динозавров, Macrocollum был относительно небольшим и передвигался на двух ногах.

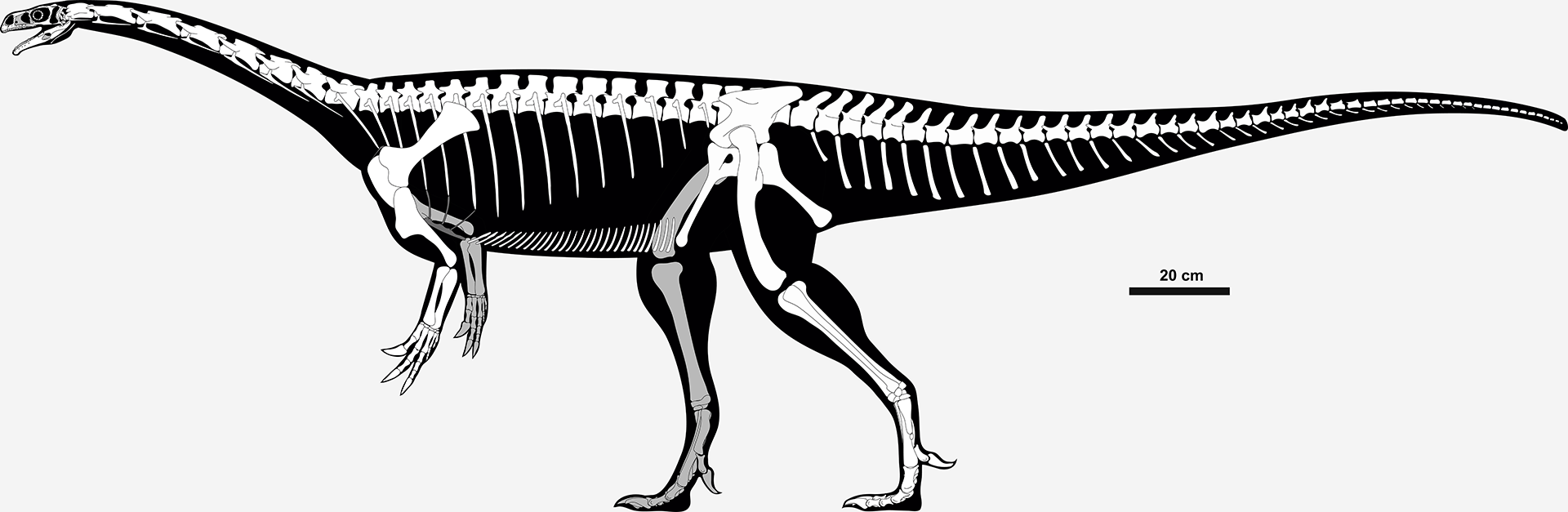
Скелетная реконструкция Macrocollum itaquii. Известные элементы выделены белым, неизвестные — тёмно-серым.

Известные остатки Macrocollum сохранились относительно хорошо. Голотип состоит из почти полного и сочленённого скелета. Два паратипа являются сочленёнными скелетами, у одного из них отсутствует череп и область шеи.
Macrocollum itaquii отличается от всех других известных завроподоморф уникальной комбинацией признаков, в частности черепных: переднеглазничная ямка, перфорированная промаксиллярным окном, и медиальный край надвисочной ямки с простым плавным изгибом лобного/теменного шва.

## Классификация
Вместе с Jaklapallisaurus и Unaysaurus род включается в кладу Unaysauridae.

## Палеоэкология

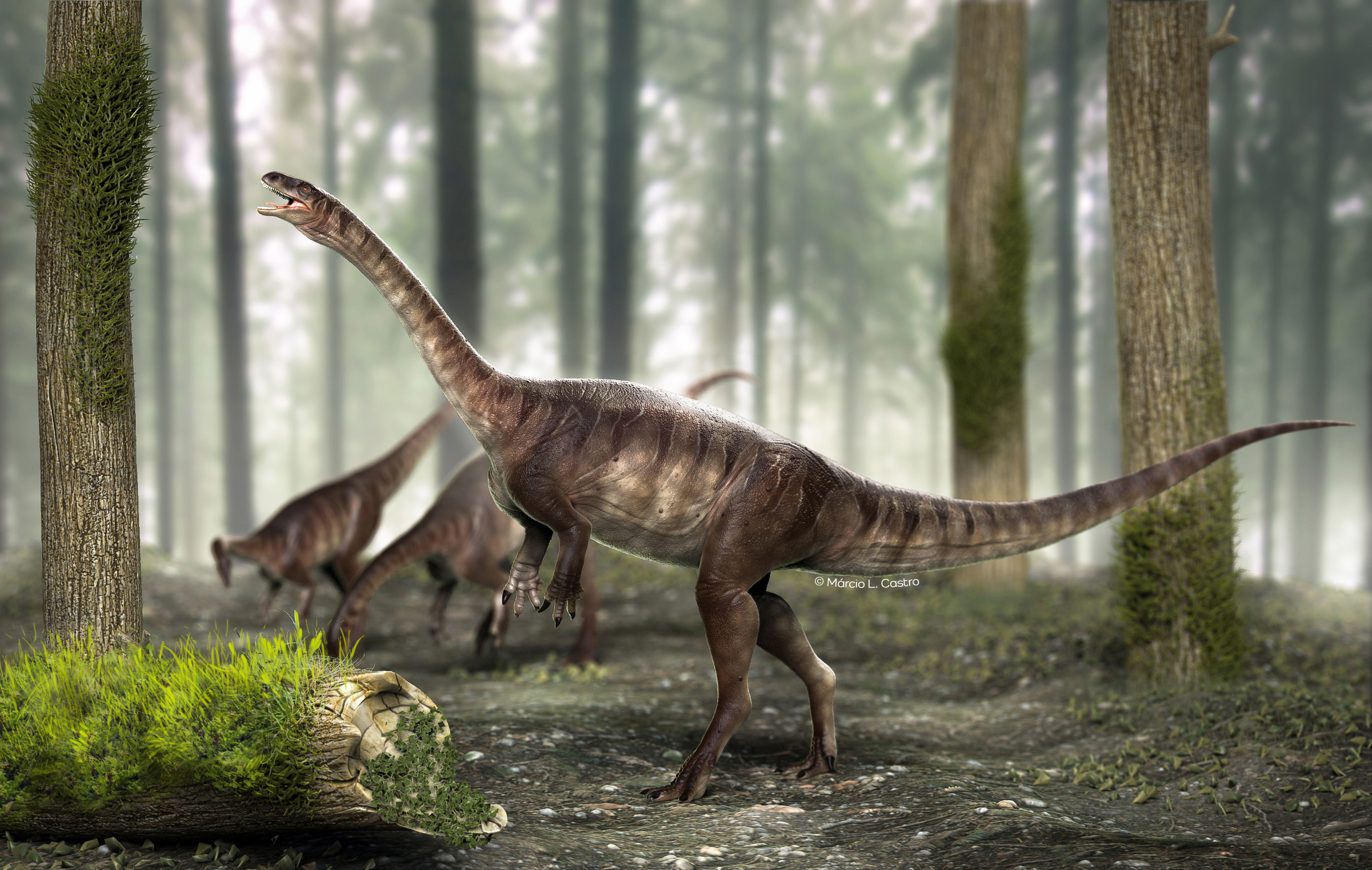
Реконструкция. Автор Marcio L. Castro

Macrocollum обитал между 225,42 и 225 миллионами лет назад, в норийском веке позднего триаса. Он найден на юге Бразилии, которая в то время соединялась с северо-западной Африкой, а бо́льшая часть суши Земли составляла суперконтинент Пангею, которая только начинала разделяться на Лавразию на севере и Гондвану на юге. Датировка U-Pb (распад урана) показала, что формация Катуррита, близкая к местонахождению голотипа, датируется примерно 225,42 миллионами лет назад, что делает её менее чем на 10 миллионов лет моложе, чем формации Санта-Мария и Исчигуаласто, откуда известны самые ранние динозавры.

## Изучение
Подвздошные кости одного из паратипов Macrocollum (CAPPA/UFSM 0001b) были использованы в качестве модели в исследовании тафономических эффектов осадочного сжатия на морфологию подвздошной кости ранних завроподоморф.